# Vlatko Drobarov
Vlatko Drobarov (Macedonia del Norte; 2 de noviembre de 1992) es un futbolista macedonio-búlgaro. Juega como defensa en Cherno More de la Liga Bulgaria A PFG.
En la temporada 2014 fichó con el equipo Murciélagos FC, donde compartió camerino con el colombiano-armenio, Wbeymar Angulo.

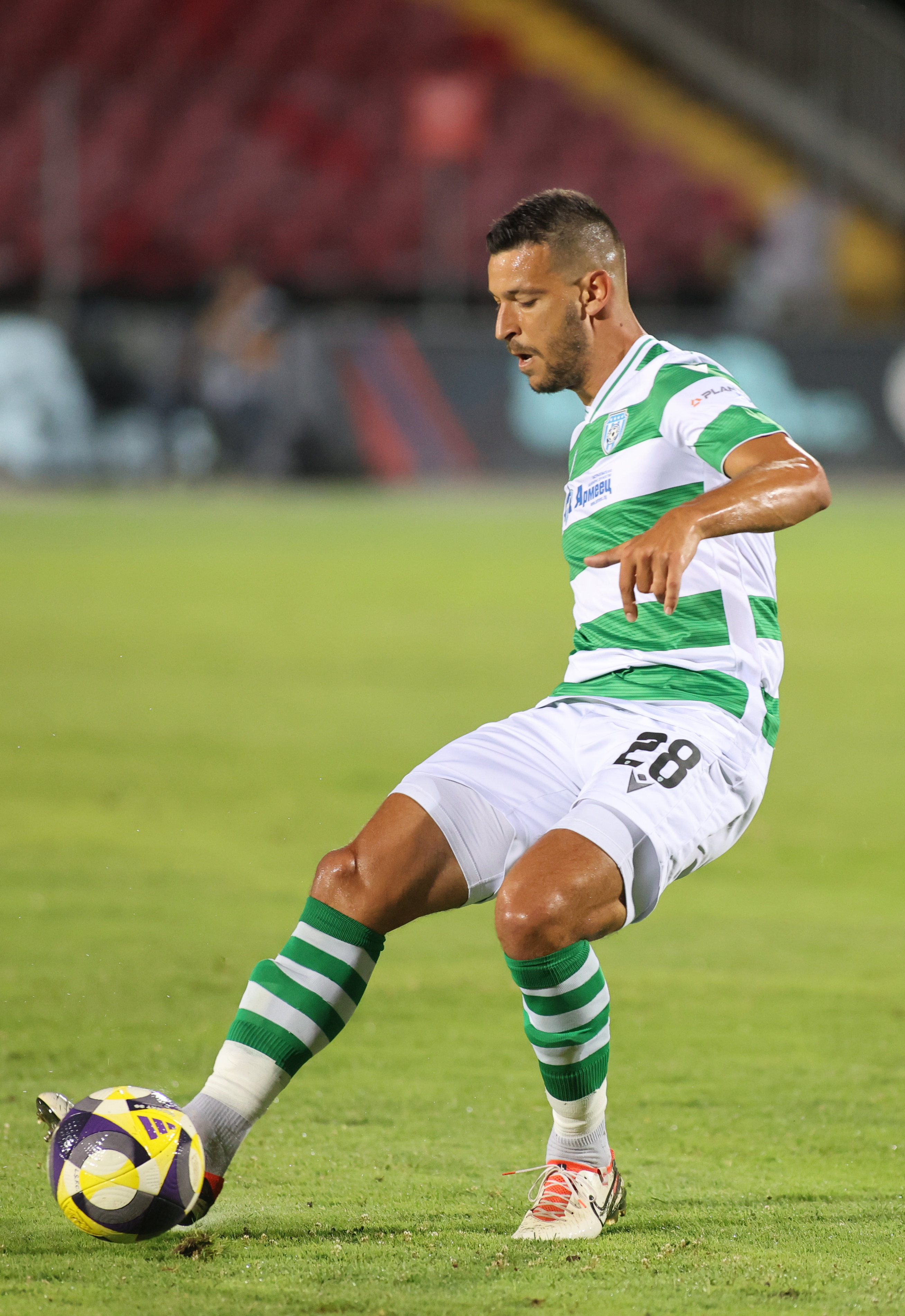

## Selección
- Ha sido internacional con la Selección Sub-21 en 5 ocasiones.
- Ha sido internacional con la Selección Sub-19 en 9 ocasiones.

## Clubes
| Club              | País                 | Año           |
| ----------------- | -------------------- | ------------- |
| FK Skopje         | Macedonia del Norte  | 2010 - 2011   |
| Napredok Kičevo   | Macedonia del Norte  | 2011 - 2012   |
| Teteks Tetovo     | Macedonia del Norte  | 2012 - 2013   |
| Murciélagos       | México               | 2014          |
| Teteks Tetovo     | Macedonia del Norte  | 2014 - 2015   |
| FC Urartu         | Armenia              | 2015 - 2017   |
| Aris Limassol     | Chipre               | 2017 - 2018   |
| Ohod Club         | Arabia Saudita       | 2018          |
| Belasica Strumica | Macedonia del Norte  | 2019          |
| Kerala Blasters   | India                | 2019 - 2020   |
| Cherno More       | Bulgaria             | 2020-2022     |
| FK Sarajevo       | Bosnia y Herzegovina | 2022          |
| Cherno More       | Bulgaria             | 2023-presente |